# Neoitamus castaneipennis
Neoitamus castaneipennis là một loài ruồi trong họ Asilidae. Neoitamus castaneipennis được Tagawa miêu tả năm 1981. Loài này phân bố ở vùng Cổ Bắc giới và châu Á.